# Cardigan (film)
Cardigan è un film muto del 1922 diretto da John W. Noble. La sceneggiatura si basa sull'omonimo romanzo storico di Robert W. Chambers pubblicato a New York nel 1901. Ambientato nel New England, all'epoca della guerra d'indipendenza americana, il film ha come interpreti William Collier Jr., Betty Carpenter, Thomas Cummings, William Pike, Charles E. Graham, Madeleine Lubetty, Frank Montgomery

## Trama

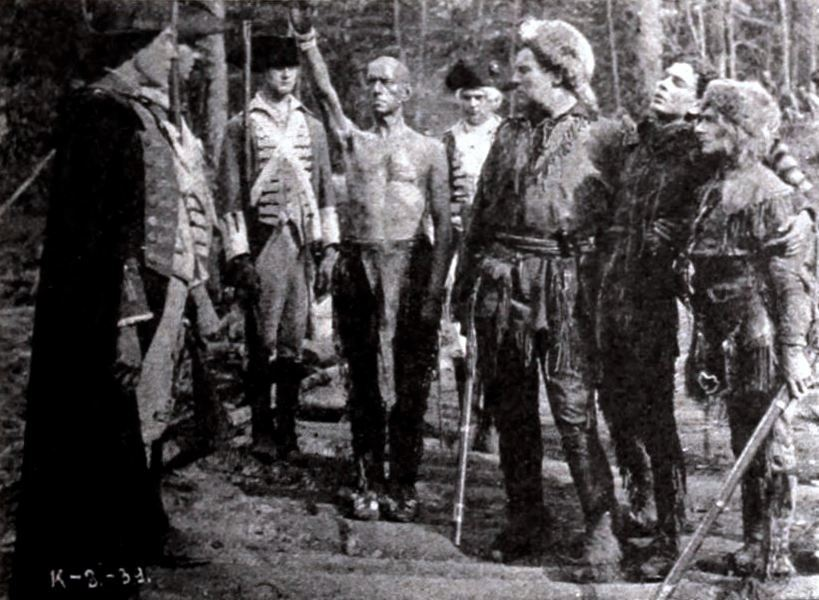

A Johnstown, nello stato di New York, due anni prima della guerra d'indipendenza americana, il giovane Michael Cardigan si innamora della pupilla del governatore britannico, conosciuta come Silver Heels. Allo scoppio delle ostilità tra coloni e gli indiani, Michael viene inviato da sir William a portare un messaggio di pace ai Cayugas, ma è intercettato dagli inglesi e si salva dal rogo solo per l'intervento di un esploratore indiano. Michael, che è un suddito riluttante di re Giorgio, a Lexington è ammesso al consiglio segreto dei Minutemen dove incontra Patrick Henry, John Hancock, Paul Revere e si unisce ai rivoltosi. Dopo la famosa cavalcata di Revere, le battaglia di Lexington e Concord preannunciano la ritirata dei Redcoat. Michael Cardigan salva la sua innamorata e, prima di partire, la lascia promettendole di tornare da lei a guerra finita.

## Produzione
Il film fu prodotto dalla Messmore Kendall.

## Distribuzione
Il copyright del film, richiesto dalla American Releasing Corp., fu registrato il 17 marzo 1922 con il numero LP17655.
Distribuito dalla American Releasing Corporation (ARC) e presentato da Messmore Kendall, il film uscì nelle sale statunitensi, proiettato in prima al Capitol Theatre di New York il 19 febbraio 1922.
Non si conoscono copie ancora esistenti della pellicola che viene considerata presumibilmente perduta.